# Astomaea
Astomaea es un género de plantas que comprende dos especies pertenecientes a la familia de las apiáceas.

## Taxonomía
El género fue descrito por Ludwig Reichenbach y publicado en Handbuch des Naturlichen Pflanzensystems 218. 1837.

## Especies
A continuación se brinda un listado de las especies del género Astomaea aceptadas hasta julio de 2013, ordenadas alfabéticamente. Para cada una se indica el nombre binomial seguido del autor, abreviado según las convenciones y usos.
- Astomaea galiocarpa (Korovin) Pimenov & Kljuykov
- Astomaea seselifolia (A.DC.) Rauschert